# Sunday Service Choir
A Sunday Service Choir egy amerikai gospel kórus, amelynek vezetője Kanye West amerikai producer és rapper, illetve karmestere az amerikai Jason White. A csoportot West 2019 januárjában alapította, minden vasárnap fellépnek. Debütáló albumuk, a Jesus Is Born 2019. december 25-én jelent meg.

## Háttér
2018 szeptemberében West bejelentette, hogy kilencedik stúdióalbuma, a Yandhi ugyanabban a hónapban fog megjelenni. Ezt később elhalasztotta novemberre, hogy elutazhasson Ugandába dolgozni a lemezen. Az albumot ismét elhalasztották.
2019 első vasárnapján West elindította a Sunday Service első próbáit, ahol diszkográfiájából adtak elő gospel verziókat és feldolgozták más előadók dalait. Gyakran dolgoztak együtt a The Samples csoporttal, Tony Williamsszel és Ant Clemonsszal.
2019. január 12-én West vette át Ariana Grande helyét a Coachella Fesztiválon, mint headliner. A rapper végül visszalépett, mert nem készítettek neki egy külön színpadot.
2019. március 31-én West bejelentette, hogy fel fog lépni az Easter Coachellán a Sunday Service-szel.
West közreműködött Joel Osteen lelkésszel, 2019. november 17-én, Houstonban. Ugyan ingyenes volt a fellépés, bizonyos esetekben akár 500 dollárért is árulták az interneten.
2019. december 25-én jelent meg a kórus debütáló albuma, a Jesus Is Born.

## Tagok
| - Kanye West - Jason White – kórusvezető - Jonathan Coleman - kórusmenedzser - Adam Michael Wilson – kórus - Adriana N. Washington – kórus - Akua Willis – kórus - Alana Linsey – kórus - Alayna Rodgers – kórus - Alexander Jacke – kórus - Alexandria A. Arowora – kórus - Alexandria Simone Griffin – kórus - Alex Isley – kórus - Alexis James – kórus - Alexis Jones – kórus - Alisha Roney – kórus - Amanda Adams – kórus - Amber M. Grant – kórus - Ameera Perkins – kórus - Andre M. Washington – kórus - Angela C. Williams – kórus - Angelle King – kórus - Ashley Tamar Davis – kórus - Ashley Echols – kórus - Ashley Nichol – kórus - Ashley Washington – kórus - Ashly Williams – kórus - Bobby Musique Cooks – kórus - Bradley Morice Jones – kórus - Brandi JaNise Majors – kórus - Brandon Rodgers – kórus - Breenen Johnson – kórus - Brittany Jerita Wallace – kórus - Brooke Brewer – kórus - Caleb Minter – kórus - Carisa Dalton Moore – kórus - Carmel A. Echols – kórus - Cassandra Renee Grigsby Chism – kórus - Cedric Jackson II – kórus - Cedrit B. Leonard Jr. – kórus - Chadric R Johnson – kórus - Chara Hammonds – kórus - Chaz Mason – kórus - Chelsea B Miller – kórus - Chelsea “Peaches” West – kórus - Chimera Wilson – kórus - Claudia A. Cunningham – kórus - Corinthian Buffington – kórus - Crystal Butler McQueen – kórus - Curnita Turner – kórus - Daniel Dávila – kórus - Daniel Ozan – kórus - Danielle E Deimler – kórus - Danielle John-Palmer – kórus - Darius Coleman – kórus | - DeAndrea Foster – kórus - Deanna Dixon – kórus - Dejah Gomez-Woods – kórus - Deonis Cook – kórus - Derek Butler – kórus - Derrick Evans – kórus - Desiree Washington – kórus - Destine Nelson – kórus - Devon Baker – kórus - Don Sykes – kórus - Donald “Dep” Paige – kórus - Dwanna Orange – kórus - Ebony Johnson – kórus - Emi Seacrest – kórus - Eric L. Copeland II – kórus - Erik Brooks – kórus - Estherlancia Mercado – kórus - Fallynn Rian Oliver – kórus - Fannie Belle Johnson – kórus - Felice LaZae Martin – kórus - Gabrielle Carreiro – kórus - Gemaine Edwards– kórus - George Hamilton – kórus - Herman Bryant III – kórus - India Moret – kórus - Isaiah Johnson – kórus - Isaiah Steven Jones – kórus - Jacquelyn M. Jones – kórus - Jaden Blakley Gray – kórus - Jamal Moore – kórus - Jasmine L Morrow – kórus - Jasmin Khadia Handon – kórus - JaVonte Pollard – kórus - Jazmine Yvette Bailey – kórus - Jenelle Rose Dunkley – kórus - Jerel Duren – kórus - Jerome Wayne – kórus - JeRonelle McGhee – kórus - Jherimi Leigh Henry – kórus - Joel Echols – kórus - Johnny Lee Paddio JR – kórus - Jordan Rogers – kórus - Joy A. Love – kórus - Justin Hart – kórus - Kadeem S. Nichols – kórus - Kamili Mitchell – kórus - Kaylyn K. Lowery – kórus - LaKeisha Renee Lewis – kórus - Kene Alexander – kórus - Kiandra Richardson – kórus - KieAndria Ellis – kórus - Kimberly A Jefferson – kórus - Kyrese Victoria Montgomery – kórus - LaMarcus Eldridge – kórus | - Landon J. Thomas, IV – kórus - Lanita Smith – kórus - Laurhan Beato – kórus - Maurice Smith – kórus - Mariah Meshae Maxwell – kórus - Marcus James Henderson – kórus - Mark Justin-Paul Hood – kórus - Marqueta Pippens – kórus - Maya Betrece Smith – kórus - Megan Parker – kórus - Melanie S. Tryggestad – kórus - Melissa Miracle McKinney – kórus - Michael Gadlin – kórus - Michael Shorts – kórus - Michelle Harvey – kórus - Naarai Jacobs – kórus - Nava Morris – kórus - Nelson Beato – kórus - Nicole Sheldon – kórus - Olivia Walker – kórus - Orlando Dotson – kórus - Porcha Clay – kórus - Princess Foster – kórus - Reesha Archibald – kórus - Rondez O. Rolle – kórus - Samantha N. Nelson – kórus - Sha’leah Stubblefield – kórus - Shana Andrews – kórus - Shanice Lorraine Knox – kórus - Sharon Marie Norwood – kórus - Shatisha Lawson – kórus - Synai Davis – kórus - Tayler Green – kórus - Taelor Nevin Murphy – kórus - Taneka Lemle – kórus - Tickwanya Jones – kórus - Tiffanie Cross – kórus - Tiffany Stevenson – kórus - Vernon Burris Jr – kórus - William Harper – kórus - Zachary C. Moore – kórus - Ray Romulus – zenei felügyelő - Ant Clemons – énekes - Tony Williams – énekes - Philip Cornish – zenei igazgató - Nicholas Clark - basszusgitár - Tony Nichols - ütőhangszerek - Kyla Moscovich - trombita - Cameron Johnson - trombita - Lemar Guillary - harsona - Nikki Grier – dalszerző, hangszerelés - Steve Epting Jr. – hangszerelés - Anthony Jawan McEastland - hangszerelés |

## Diszkográfia

### Stúdióalbumok
| Cím           | Részletek                                                                                      | Slágerlista | Slágerlista |
| Cím           | Részletek                                                                                      | US          | US Gospel   |
| ------------- | ---------------------------------------------------------------------------------------------- | ----------- | ----------- |
| Jesus Is Born | - Megjelent: 2019. december 25. - Kiadó: INC - Formátum: CD, LP, streaming, digitális letöltés | 73          | 2           |

### Középlemezek
| Cím      | Részletek                                                                              |
| -------- | -------------------------------------------------------------------------------------- |
| Emmanuel | - Megjelent: 2020. december 25. - Kiadó: INC - Formátum: streaming, digitális letöltés |

### Slágerlistákon szereplő dalok
| Cím                                                              | Év   | Slágerlista | Slágerlista | Slágerlista | Slágerlista | Slágerlista | Slágerlista | Album         |
| Cím                                                              | Év   | US          | USGospel    | AUS         | CAN         | FRA         | UKR&B       | Album         |
| ---------------------------------------------------------------- | ---- | ----------- | ----------- | ----------- | ----------- | ----------- | ----------- | ------------- |
| Every Hour (Kanye West, a Sunday Service Choir közreműködésével) | 2019 | 45          | 8           | 33          | 57          | 131         | 21          | Jesus Is King |
| Father Stretch                                                   | 2020 | —           | 10          | —           | —           | —           | —           | Jesus Is Born |
| Ultralight Beam                                                  | 2020 | —           | 11          | —           | —           | —           | —           | Jesus Is Born |
| Rain                                                             | 2020 | —           | 15          | —           | —           | —           | —           | Jesus Is Born |
| Count Your Blessings                                             | 2020 | —           | 16          | —           | —           | —           | —           | Jesus Is Born |
| Revelations 19:1                                                 | 2020 | —           | 17          | —           | —           | —           | —           | Jesus Is Born |
| Excellent                                                        | 2020 | —           | 20          | —           | —           | —           | —           | Jesus Is Born |
| Follow Me / Faith                                                | 2020 | —           | 22          | —           | —           | —           | —           | Jesus Is Born |
| Lift Up Your Voices                                              | 2020 | —           | 24          | —           | —           | —           | —           | Jesus Is Born |
| More Than Anything                                               | 2020 | —           | 25          | —           | —           | —           | —           | Jesus Is Born |

### Vendégszereplések
| Cím                  | Év         | További előadók                         | Jegyzetek     | Album                 |
| -------------------- | ---------- | --------------------------------------- | ------------- | --------------------- |
| Every Hour           | 2019       | Kanye West                              | vokál         | Jesus Is King         |
| Selah                | 2019       | Kanye West, Ant Clemons, Bongo ByTheWay | további vokál | Jesus Is King         |
| Everything We Need   | 2019       | Kanye West, Ant Clemons, Ty Dolla Sign  | további vokál | Jesus Is King         |
| Water                | 2019       | Kanye West, Ant Clemons                 | további vokál | Jesus Is King         |
| Wash Us in the Blood | 2020       | Kanye West, Travis Scott                | vokál         | Donda                 |
| No Luck              | 2020       | KayCyy Pluto                            | vokál         | From the Basement     |
| Up from the Ashes    | Ismeretlen | Kanye West                              | további vokál | Jesus Is King Part II |

### Operafellépések
- Nebuchadnezzar (2019)[16]
- Mary (2019)